# باشگاه فوتبال هوآ فات هانوی
باشگاه فوتبال هوآ فات هانوی یک باشگاه فوتبال ویتنامی مستقر در هانوی بود. در سپتامبر ۲۰۱۱ با ای‌سی‌بی هانوی به هانوی ادغام شد.